# Meisterstück

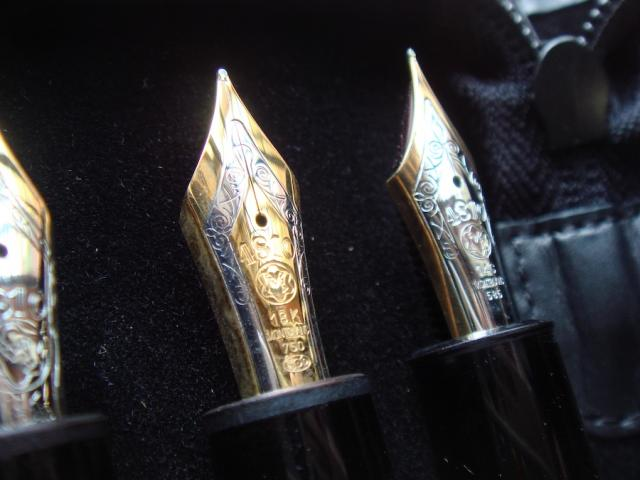
Meisterstück

Meisterstück (pieza maestra en español) es la gama alta de bolígrafos de marca de lujo Montblanc.
Aunque inicialmente el nombre solo fue usado en sus instrumentos de escritura, la marca ha usado la denominación  Meisterstück para sus diversas gamas de producto, lo que incluye relojes, joyas y correas y libretas de cuero.

## Historia

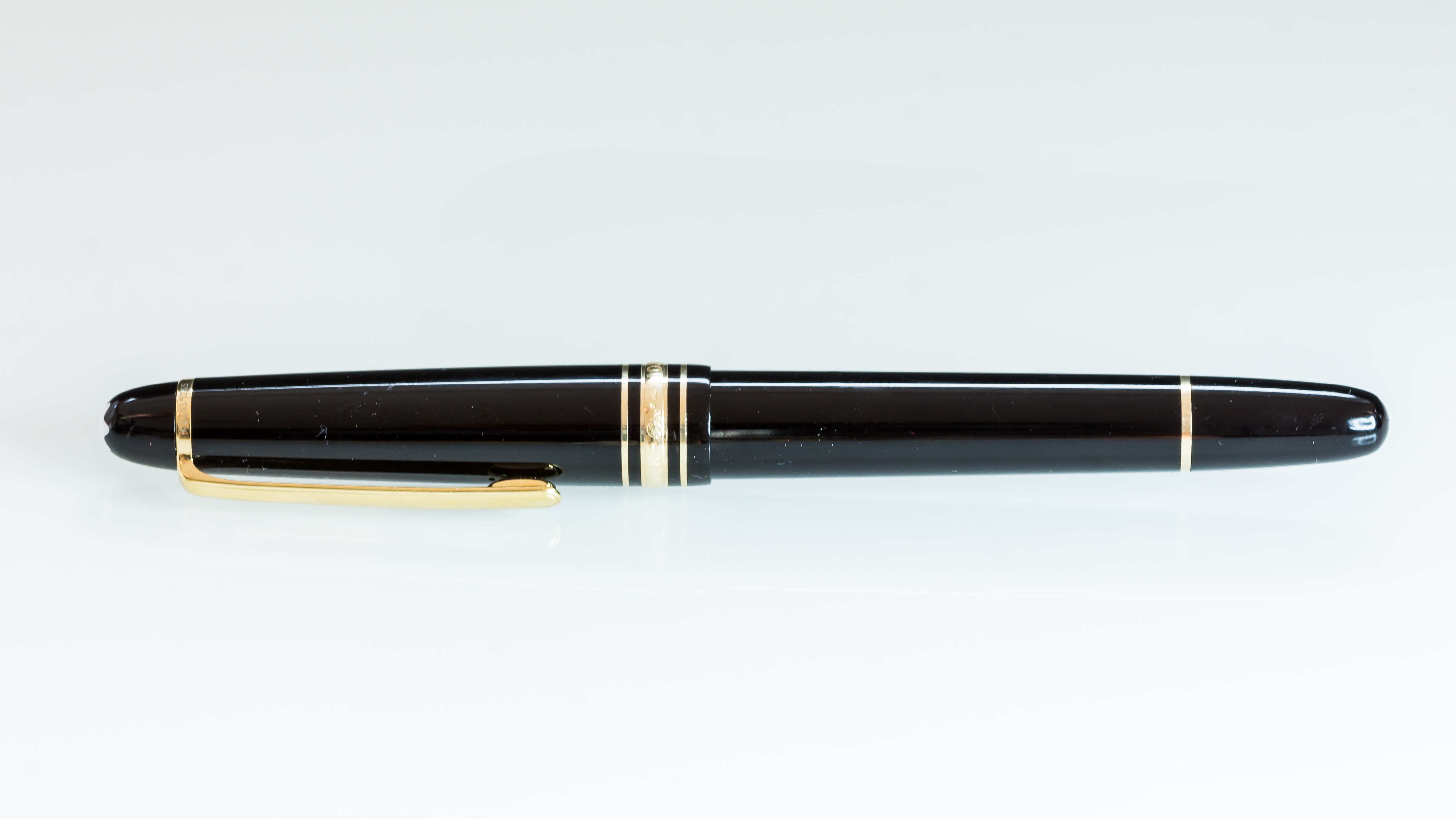
Meisterstück

El primer Montblanc con el nombre de Meisterstück fue producido en 1924 para denotar la gama alta de instrumentos de escritura.
Desarrollo una tecnología en los cartuchos de tinta anti derrame, el Meisterstück las puntas de los instrumentos son garatizados y ofrecen características de grado más alto que otros modelos, como la incorporación de celuloides y metales preciosos.

## Línea Meisterstücks
En los últimos años la línea Meisterstücks incluye bolígrafos de fuente, balígrafos, rollerballs, lápiz, e incluso un resaltador.